# Баштанівська сільська рада
Башта́нівська сільська́ ра́да (до 2018 р. — Башта́нська) — колишня  адміністративно-територіальна одиниця та орган місцевого самоврядування в Татарбунарському районі Одеської області. Адміністративний центр — село Баштанівка.

## Загальні відомості
- Територія ради: 33,23 км²
- Населення ради: 932 особи (станом на 2001 рік)

## Населені пункти
Сільській раді підпорядковані населені пункти:
- с. Баштанівка

## Населення
За переписом населення України 2001 року в сільській раді мешкало 919 осіб.

### Мова
Розподіл населення за рідною мовою за даними перепису 2001 року:
| Мова       | Відсоток |
| ---------- | -------- |
| українська | 79,08 %  |
| молдовська | 13,41 %  |
| російська  | 4,29 %   |
| болгарська | 2,68 %   |
| циганська  | 0,54 %   |

## Склад ради
Рада складається з 14 депутатів та голови.
- Голова ради: Чебанюк Сергій Іванович
- Секретар ради: Верстюк Олена Сергіївна

### Керівний склад попередніх скликань
| Прізвище, ім'я, по батькові | Основні відомості                                                                                              | Дата обрання | Дата звільнення |
| --------------------------- | --- | ------------ | --------------- |
| Чебанюк Сергій Іванович     | Сільський голова, 1962 року народження, освіта середня загальна, член Всеукраїнського об'єднання «Батьківщина» | 26.03.2006   | 31.10.2010      |
| Чебанюк Сергій Іванович     | Сільський голова, 1962 року народження, освіта середня загальна, член Партії регіонів                          | 31.10.2010   |                 |

Примітка: таблиця складена за даними сайту Верховної Ради України

### Депутати
За результатами місцевих виборів 2010 року депутатами ради стали:

#### За суб'єктами висування
| Суб'єкт висування                                       | Кількість обраних депутатів | %    |
| ------------------------------------------------------- | --------------------------- | ---- |
| Самовисування                                           | 6                           | 42,9 |
| Партія регіонів                                         | 3                           | 21,4 |
| Політична партія Всеукраїнське об'єднання «Батьківщина» | 3                           | 21,4 |
| Народна партія                                          | 2                           | 14,3 |

#### За округами
| № округу                                                | Прізвище, ім'я, по батькові     | Дата визнання обраним | Освіта             | Партійна приналежність                        | Відомості про обраного депутата                                      |
| ------------------------------------------------------- | ------------------------------- | --------------------- | ------------------ | --------------------------------------------- | -------------------------------------------------------------------- |
| Народна Партія                                          |                                 |                       |                    |                                               |                                                                      |
| 1                                                       | Грибенча Олег Валер'янович      | 04.11.2010            | середня спеціальна | член Народної партії                          | фермерське господарство «Елена», голова                              |
| 3                                                       | Христофор Тетяна Михайлівна     | 04.11.2010            | середня спеціальна | член Народної партії                          | Баштанівський навчально-виховний комплекс, вчитель початкових класів |
| Партія регіонів                                         |                                 |                       |                    |                                               |                                                                      |
| 7                                                       | Гіржев Петро Іванович           | 04.11.2010            | середня            | позапартійний                                 | Баштанівський навчально-виховний комплекс, кочегар                   |
| 8                                                       | Ющенко Жанна Михайлівна         | 04.11.2010            | вища               | позапартійна                                  | Баштанівський навчально-виховний комплекс, директор                  |
| 11                                                      | Мегуш Олена Вікторівна          | 04.11.2010            | середня спеціальна | член Партії регіонів                          | приватний підприємець                                                |
| Політична партія Всеукраїнське об'єднання «Батьківщина» |                                 |                       |                    |                                               |                                                                      |
| 9                                                       | Райлян Тетяна Георгіївна        | 04.11.2010            | середня            | член Всеукраїнського об'єднання «Батьківщина» | сільська рада, касир                                                 |
| 12                                                      | Виходець Світлана Олександрівна | 04.11.2010            | вища               | член Всеукраїнського об'єднання «Батьківщина» | фермерське господарство «Вікторія», бухгалтер                        |
| 13                                                      | Бодя Світлана Георгіївна        | 04.11.2010            | вища               | член Всеукраїнського об'єднання «Батьківщина» | Баштанівський будинок культури, директор                             |
| Самовисування                                           |                                 |                       |                    |                                               |                                                                      |
| 2                                                       | Верстюк Олена Сергіївна         | 04.11.2010            | середня спеціальна | позапартійна                                  | сільська рада, секретар                                              |
| 4                                                       | Українець Інна Іванівна         | 04.11.2010            | середня спеціальна | позапартійна                                  | домогосподарка                                                       |
| 5                                                       | Валович Тетяна Дмитрівна        | 04.11.2010            | вища               | позапартійна                                  | домогосподарка                                                       |
| 6                                                       | Буза Вадим Микитович            | 04.11.2010            | вища               | позапартійний                                 | приватний підприємець                                                |
| 10                                                      | Петренко Любов Степанівна       | 04.11.2010            | середня            | позапартійна                                  | Баштанівський навчально-виховний комплекс, помічник вихователя       |
| 14                                                      | Бабенко Сергій Євгенович        | 04.11.2010            | середня            | позапартійний                                 | товаровиробник                                                       |